# Alexander Comstock Kirk

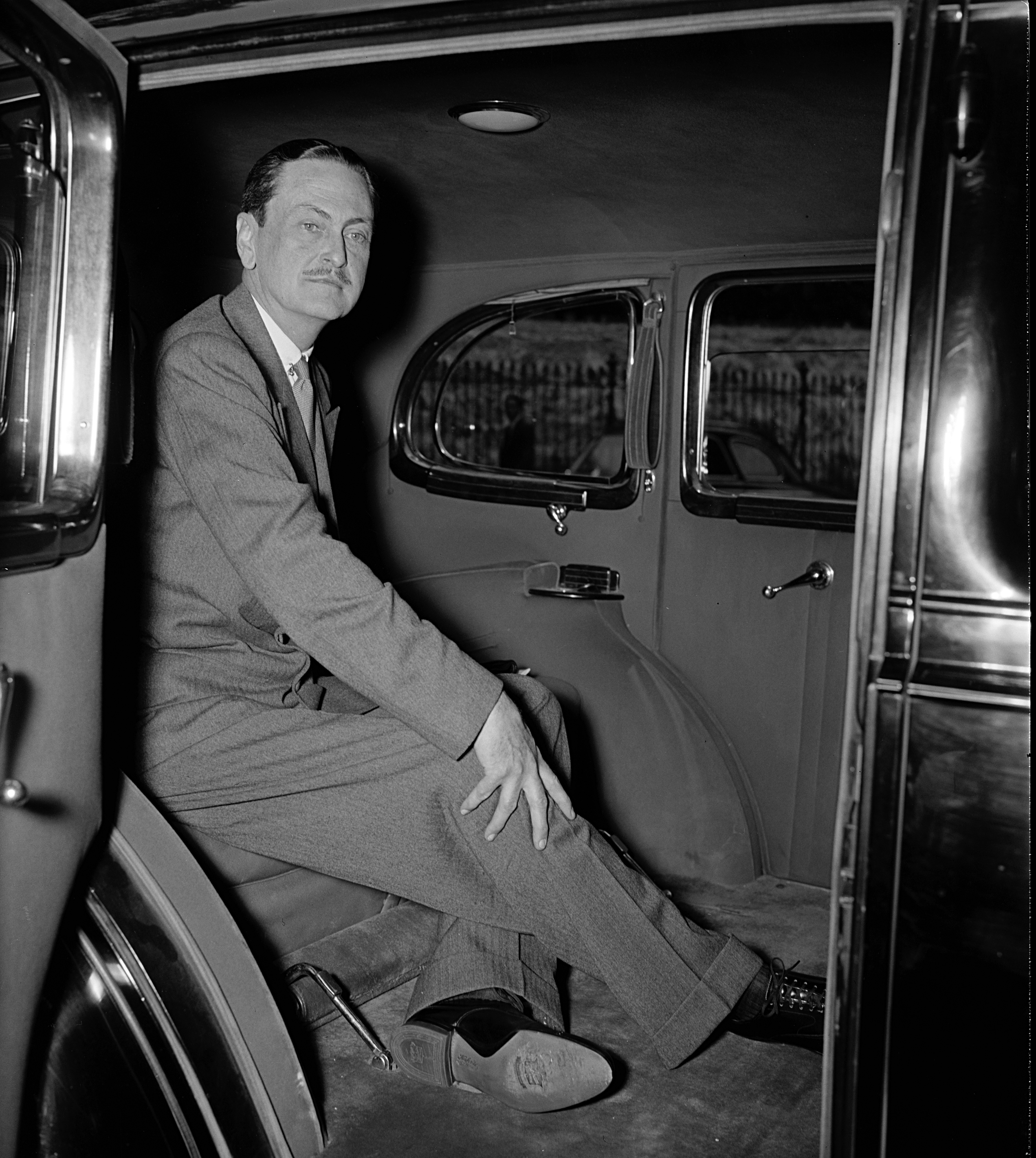
Alexander Comstock Kirk (1940)

Alexander Comstock Kirk (* 26. November 1888 in Chicago, Illinois; † 23. März 1979 in Tucson, Arizona) war ein US-amerikanischer Diplomat.

## Leben
Die Eltern von Alexander Comstock Kirk waren Clara Comstock und James Alexander Kirk, ein erfolgreicher Seifenhersteller. Er studierte an der Sorbonne, École libre des sciences politiques in Paris, an der Yale University und an der Harvard Law School. 1915 wurde Kirk Privatsekretär des Third Assistant Secretary of State. Von August 1915 bis April 1916 war er Botschaftssekretär an der Botschaft in Berlin. 1916 war Kirk an der Hohen Pforte in Konstantinopel akkreditiert, 1917 an der Botschaft in Den Haag akkreditiert. Von 1918 bis 1919 nahm er an der Pariser Friedenskonferenz teil. Von 1919 bis 1920 wurde Kirk im Department of State in Washington beschäftigt. 1922 war er an der Botschaft in Tokio akkreditiert, 1923 an der Botschaft in Peking akkreditiert, 1924 an der Botschaft in Mexiko-Stadt, 1925 wieder an der Botschaft in Berlin.
1928 wurde Kirk zum Botschaftsrat befördert und nach Rom versetzt. 1937 wurde er nach Moskau versetzt, wo er 1938 Geschäftsträger wurde. 1938 war Kirk Generalkonsul in Barcelona. Er kam im Mai 1939 als Counselor an die Botschaft in Berlin. Er wurde hier und anschließend auch in Rom Geschäftsträger. 1943 leitete er auch kurzzeitig die amerikanische Botschaft in Griechenland mit Sitz in Athen.
Im November 1943 wünschte sich Helmuth James Graf von Moltke ein Treffen mit Kirk in Istanbul.
Zu dieser Zeit war Alexander Comstock Kirk US-Botschafter beim König von Ägypten, Faruq. 1944 war Kirk Berater des Oberbefehlshabers im Mittelmeerraum, Dwight D. Eisenhower. 1945 war in Rom die US-Botschaft im Palazzo Barberini untergebracht.
Alexander Comstock Kirk wurde auf dem Cimitero Acattolico bestattet.